# Dévers
Pour les articles homonymes, voir Devers.

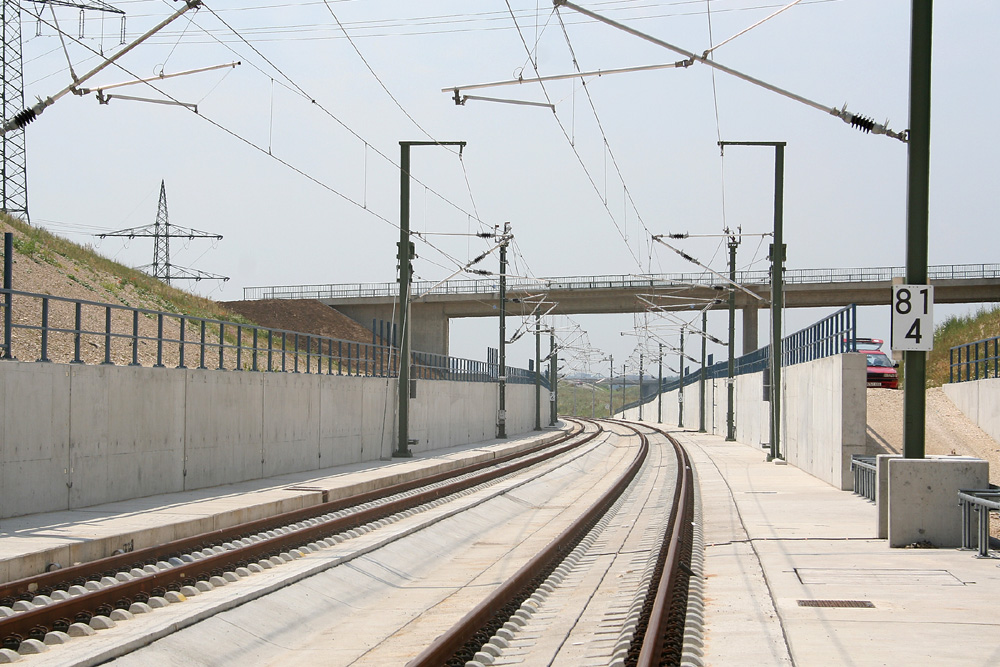
Dévers de la courbe sur la ligne ferroviaire à grande vitesse Nuremberg-Ingolstadt, près du Geisberg-Tunnel

Le dévers est la valeur de la pente transversale d'un des deux versants d'une chaussée ou d'un trottoir ; c'est également la valeur de l'inclinaison transversale d'une voie ferrée (voir Insuffisance de dévers). C'est aussi l'autre pente, au-delà d'une crête.

## Dévers ferroviaire

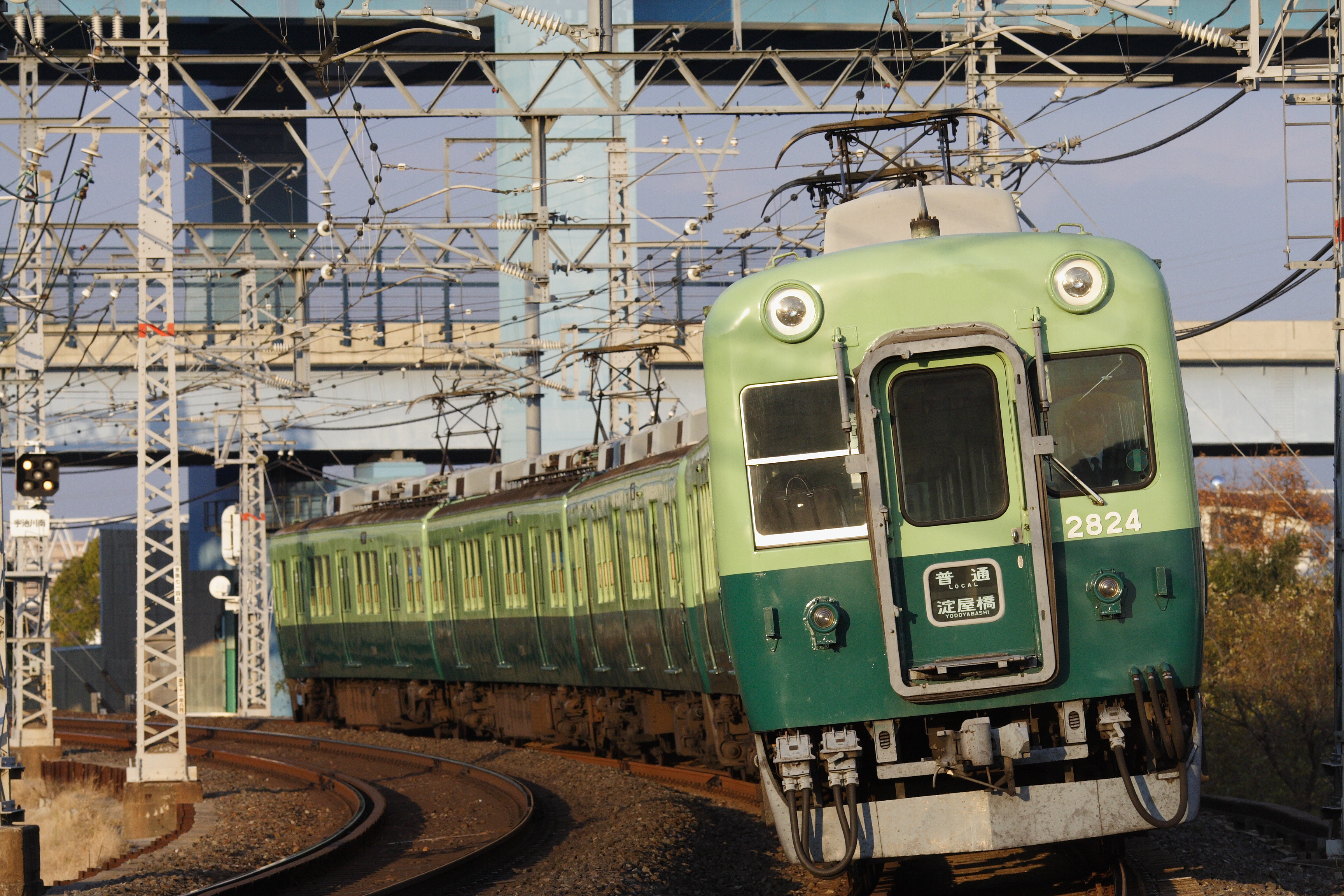
Un Series 2600 electric car of Keihan Electric en plein Dévers en décembre 2006 dans la préfecture de Kyoto

Le dévers ferroviaire est une fonction du profil de la ligne et des trains qui vont y circuler. Il est calculé pour ne pas immobiliser un train à l'arrêt par blocage des boites d'essieu, spécialement de marchandises tout en laissant une accélération latérale acceptable pour les trains les plus rapides. Il est donc calculé pour une vitesse du train inférieure à la vitesse maximale qui peut être atteinte dans la courbe en respectant une insuffisance de dévers propre à chaque type de véhicule.

## Dévers routier

### Dévers en alignement droit et en rase-campagne
En France, les valeurs de dévers suivantes sont à respecter pour toute nouvelle route en rase campagne et en alignement droit. Il s'agit en outre de valeurs communément admises au niveau international.
| Pentes transversales                         | Chaussée | Bande dérasée                                       | Berme |
| -------------------------------------------- | -------- | --------------------------------------------------- | ----- |
| En alignement et courbe non déversée         | 2,5 %    | 4 % (stabilisée) 2,5 % à 4 % (revêtue)              | 8 %   |
| En courbe avec dévers < à 4 %                | P < 4 %  | 4 % (stabilisée) 2,5 % à 4 % (revêtue)              | 8 %   |
| En courbe avec dévers > 4 % (côté intérieur) | P > 4 %  | P                                                   | 8 %   |
| En courbe avec dévers > 4 % (côté intérieur) | P > 4 %  | 2,5 % (stabilisée) 1,5 % (revêtue) vers l’extérieur | 8 %   |

### Dévers en courbe et en rase-campagne
Les valeurs du dévers en courbe de la chaussée sont en fait dépendantes du rayon de courbure (rayon du cercle formant la courbe):
Pour une route de catégorie R60 (vitesse de référence 60 km/h) :
| Valeur du rayon            | Sens du dévers             | Valeur du dévers |
| -------------------------- | -------------------------- | ---------------- |
| 120 m (minimal)            | Vers l'intérieur du virage | 7 % (maximal)    |
| Compris entre 120 et 450 m | Vers l'intérieur du virage | 0,86 +736,4/R    |
| 450 m                      | Vers l'intérieur du virage | 2,5 %            |
| Compris entre 450 et 600 m | Vers l'intérieur du virage | 2,5 %            |
| 600 m ou plus              | en toit                    | 2,5 %            |

Pour une route de catégorie R80 ou T80 (vitesse de référence 80 km/h) :
| Valeur du rayon            | Sens du dévers             | Valeur du dévers |
| -------------------------- | -------------------------- | ---------------- |
| 240 m (minimal)            | Vers l'intérieur du virage | 7 % (maximal)    |
| Compris entre 240 et 650 m | Vers l'intérieur du virage | -0,13 + 1712,2/R |
| 650 m                      | Vers l'intérieur du virage | 2,5 %            |
| Compris entre 650 et 900 m | Vers l'intérieur du virage | 2,5 %            |
| 900 m ou plus              | en toit                    | 2,5 %            |

### Comparaison des dévers maximaux recommandés entre normes françaises et canadiennes
Les dévers en courbes sont dépendants des rayons de courbures, eux-mêmes dépendants de la vitesse de référence retenue pour la conception de la route. De nombreuses différences existent entre pays. Ainsi le tableau comparatif des dévers maximaux selon les normes françaises et canadiennes est le suivant (les dévers sont exprimés en %) :
| Pays       | Vitesse de conception (en km/h) | Vitesse de conception (en km/h) | Vitesse de conception (en km/h) | Vitesse de conception (en km/h) | Vitesse de conception (en km/h) | Vitesse de conception (en km/h) | Vitesse de conception (en km/h) | Vitesse de conception (en km/h) | Vitesse de conception (en km/h) | Vitesse de conception (en km/h) | Vitesse de conception (en km/h) |
|            | 40                              | 50                              | 60                              | 70                              | 80                              | 90                              | 100                             | 110                             | 120                             | 130                             | 140                             |
| ---------- | ------------------------------- | ------------------------------- | ------------------------------- | ------------------------------- | ------------------------------- | ------------------------------- | ------------------------------- | ------------------------------- | ------------------------------- | ------------------------------- | ------------------------------- |
| France     | 7                               |                                 | 7                               |                                 | 7                               |                                 | 7                               |                                 | 7                               |                                 | 6,5                             |
| Canada (R) |                                 | 8                               | 8                               | 8                               | 8                               | 8                               | 8                               | 8                               | 8                               | 8                               |                                 |
| Canada (U) |                                 | 6                               | 6                               | 6                               | 6                               | 6                               | 6                               | 6                               | 6                               |                                 |                                 |

(R) : Route en milieu rural

(U) : Route en milieu urbain

### Dévers en milieu urbain
À compter du 1er juillet 2007, l'aménagement, en agglomération et en France, des espaces publics et de l'ensemble de la voirie ouverte à la circulation publique et, hors agglomération, des zones de stationnement, des emplacements d'arrêt des véhicules de transport en commun et des postes d'appel d'urgence est réalisé de manière à permettre l'accessibilité de ces voiries et espaces publics aux personnes handicapées ou à mobilité réduite avec la plus grande autonomie possible.
Dans ce cadre, le dévers en cheminement courant doit être inférieur ou égal à 2 %.